# TTC Ramsharde
Der TTC Ramsharde ist ein Tischtennisverein aus dem Flensburger Stadtteil Nordstadt. Die Damenmannschaft spielte in der 1972 gegründeten Bundesliga.

## Gründung
Der Verein wurde am 22. Februar 1955 auf Initiative von Horst Maack († 2000) gegründet. Die Vereinserfolge basieren auf einer intensiven Jugendarbeit. Von 1977 bis 1984 bildete Ramsharde eine Spielgemeinschaft mit TSV Oeversee.

## Damenmannschaft
Die Damenmannschaft stieg 1961 in der Besetzung Gunda Bach, Ulrike Pätzold, Margrit Siebert, Rosemarie Otzen, Brigitte Kunert und Herta Theis in die Oberliga, die damals höchste deutsche Spielklasse, auf. 1972 gehörte sie zu den Vereinen der neu gegründeten zweigeteilten Bundesliga. In der Saison 1972/73 belegten sie Platz fünf, im Folgejahr Platz zwei. 1974 wurden sie Deutscher Pokalsieger in der Besetzung Kirsten Krüger, Monika Kneip und Magrit Siebert-Trupkovic.  Danach verließen viele Spitzenspielerinnen den Verein Richtung TSV Nord Harrislee. Seitdem spielen die Damen in unteren Spielklassen.

## Herrenmannschaft
Die Herren erreichten 1966 mit den Spielern Hans-Jürgen Lunk, Jürgen Hennig, Dieter Jungnickel, Joachim Berg, Wolfgang Schmidt und Herbert Hennig die Oberliga. 1980 stiegen sie wieder ab. Erst 1980 gelang der Aufstieg in die Regionalliga. Am Ende der Saison zog der Verein die Mannschaft freiwillig in die Verbandsliga zurück. 1984/85 spielten die Herren noch einmal in der Oberliga.

## Heute
Heute betreibt man beim TTC Ramsharde vorwiegend Breitensport. 2010 spielen fünf Herrenmannschaften, eine Damenmannschaft, eine Jugend- und eine Schülermannschaft. Höchste Spielklasse bei den Damen und Herren ist die Landesliga.

## Bekannte Spieler
- Monika Kneip (ab 1961)
- Kirsten Krüger (ab 1972)
- Margrit Siebert-Trupkovic
- Annegret Steffien
- Per-Sonne Holm (Däne)